# Diecezja Taiohae o Tefenuaenata
Diecezja Taiohae o Tefenuaenata – diecezja Kościoła rzymskokatolickiego obejmująca archipelag Markizów w Polinezji Francuskiej. Należy do metropolii Papeete. Powstała w 1848 jako wikariat apostolski Markizów. W 1966 została podniesiona do rangi diecezji jako diecezja Taiohae. W 1974 uzyskała obecną nazwę. Od 1920 wszyscy kolejni ordynariusze są członkami zakonu sercan białych.

## Ordynariusze
- Joseph François-de-Paul Baudichon SSCC (1848–1855)
- Ildefonse-René Dordillon SSCC (1855–1888)
- Rogatien-Joseph Martin SSCC (1892–1912)
- Pierre-Marie-David Le Cadre SSCC (1920–1952)
- Louis-Bertrand Tirilly SSCC (1953–1970)
- Hervé-Maria Le Cléac’h SSCC (1973–1986)
- Guy Chevalier SSCC (1986–2015)
- Pascal Chang-Soi SSCC (2015–nadal)